# Варлаам (Сацердотский)
Архимандрит Варлаам (в миру Василий Михайлович Сацердотский; 30 декабря 1896, Николо-Полистьский погост, Новгородская губерния — 11 сентября 1937, окрестности станции Сегежа, Карельская АССР) — священнослужитель Русской православной церкви.

## Образование
Родился в Николо-Полистьском погосте в семье потомственных священников Новгородской епархии.
Окончил Новгородскую духовную семинарию (1916), учился в Московской духовной академии. В 1917—1921 годах — жил в деревне Треповка Саратовской губернии. В 1921 году переехал в Петроград, учился в Богословском институте.

## Александро-Невское братство
Посещал Крестовую церковь Александро-Невской лавры, настоятелем которой был архимандрит Гурий (Егоров). Работал в лаврском Александро-Невском братстве.
17 февраля 1922 года пострижен в монахи с именем Варлаам митрополитом Вениамином (Казанским). Через два дня им же поставлен в иеродиакона. Весной 1922 года рукоположен в иеромонаха епископом Венедиктом (Плотниковым).
После ареста в июне 1922 года руководителей лаврского Александро-Невского братства епископа Иннокентия (Тихонова), архимандрита Гурия (Егорова), иеромонаха Льва (Егорова), окормлял братство в их отсутствие. Руководил философским кружком в рамках братства. Служил в Никольской церкви Спасского братства, в единоверческой церкви на Волковом кладбище, в Троицкой церкви на Творожковском подворье. Проводил занятия Законом Божьим и беседы с верующими. Осуществлял духовное руководство женской общиной Ольги Осиповны Костецкой.

## Лагеря и гибель
В январе 1924 года арестован, находился в предварительном заключении в тюрьме на Шпалерной улице. В октябре 1924 года приговорен к трем годам Соловецкого лагеря. В Соловках жил в одной келье с епископом Мануилом (Лемешевским), епископом Гавриилом (Абалымовым), Андреем Викторовичем Лемешевским, архимандритом Макарием. Работал на железной дороге. Вёл переписку из лагеря с духовными чадами.
Осенью 1926 года вернулся с Соловков, служил в Ленинграде на Творожковском подворье (до 1927 года). 17 февраля 1932 года арестован одновременно с сестрами общины. Приговор выездной сессии ОГПУ от 22 марта: 10 лет концлагеря с конфискацией имущества. Отправлен на строительство Беломорканала. Продолжал переписку с духовными чадами.
Расстрелян в лагере в 1937 году. Официально было объявлено, что он умер в 1941 году.